# Патерн (консул 269 г.)
Вижте пояснителната страница за други личности с името Патерн.
Патерн (на латински: Paternus) е политик и сенатор на Римската империя през 3 век. Съществуват няколко консули с това име.
През 269 г. Патерн е консул заедно с Клавдий II Готски.